# Gémigny
Gémigny település Franciaországban, Loiret megyében. Lakosainak száma 218 fő (2022. január 1.). Gémigny Saint-Péravy-la-Colombe, Boulay-les-Barres, Bucy-Saint-Liphard, Coulmiers, Épieds-en-Beauce, Rozières-en-Beauce és Saint-Sigismond községekkel határos.

## Népesség
A település népességének változása:
| Lakosok száma | 169  | 160  | 145  | 178  | 225  | 211  | 206  | 211  | 213  | 218  |
|               | 1968 | 1982 | 1990 | 2006 | 2013 | 2015 | 2017 | 2019 | 2020 | 2022 |